# Le Sacq
Le Sacq is een plaats en voormalige gemeente in het Franse departement Eure (regio Normandië) en telt 240 inwoners (1999). De plaats maakt deel uit van het arrondissement Évreux. Le Sacq is op 1 januari 2016 gefuseerd met de gemeenten Condé-sur-Iton, Damville, Gouville, Manthelon en Le Roncenay-Authenay tot de gemeente Mesnils-sur-Iton.

## Geografie
De oppervlakte van Le Sacq bedraagt 4,5 km², de bevolkingsdichtheid is 53,3 inwoners per km².
De onderstaande kaart toont de ligging van Le Sacq met de belangrijkste infrastructuur en aangrenzende gemeenten.

## Demografie
Onderstaande figuur toont het verloop van het inwonertal (bron: INSEE-tellingen).